# Надвисся
Надвисся — село в Україні, у Мокрокалигірській сільській громаді Звенигородського району Черкаської області. Населення становить 202 особи.